# Meridiana

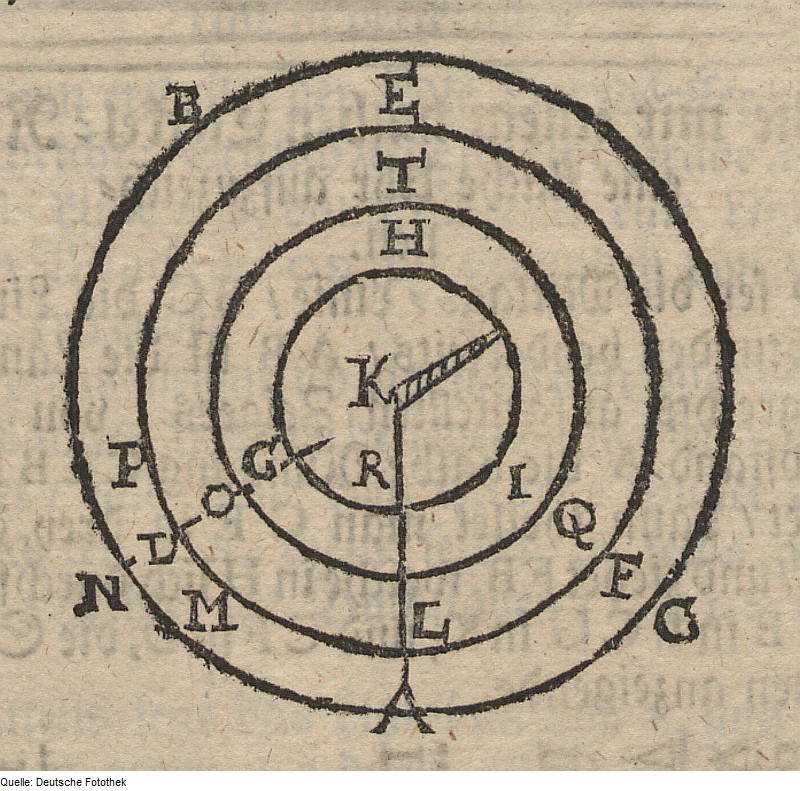
Método con ortoestilo empleado en la Antigüedad para averiguar la meridiana de un lugar.

La intersección del plano meridiano y el horizonte determina una línea sobre el plano horizontal llamada meridiana, su intersección con la esfera celeste determina los puntos cardinales Norte y Sur. Su perpendicular en el plano del horizonte corta a la esfera celeste en los puntos cardinales Este y Oeste.